# Monasticon Gallicanum
Le Monasticon Gallicanum est une collection de 168 planches gravées de vues topographiques représentant les 147 monastères de l'ordre de Saint-Benoît, congrégation de Saint-Maur et deux cartes des établissements bénédictins en France.
Ces planches furent réalisées à la demande de Dom Michel Germain au XVIIe siècle et reproduites par Achille Peigné-Delacourt en 1870.

## La création par Dom Michel Germain

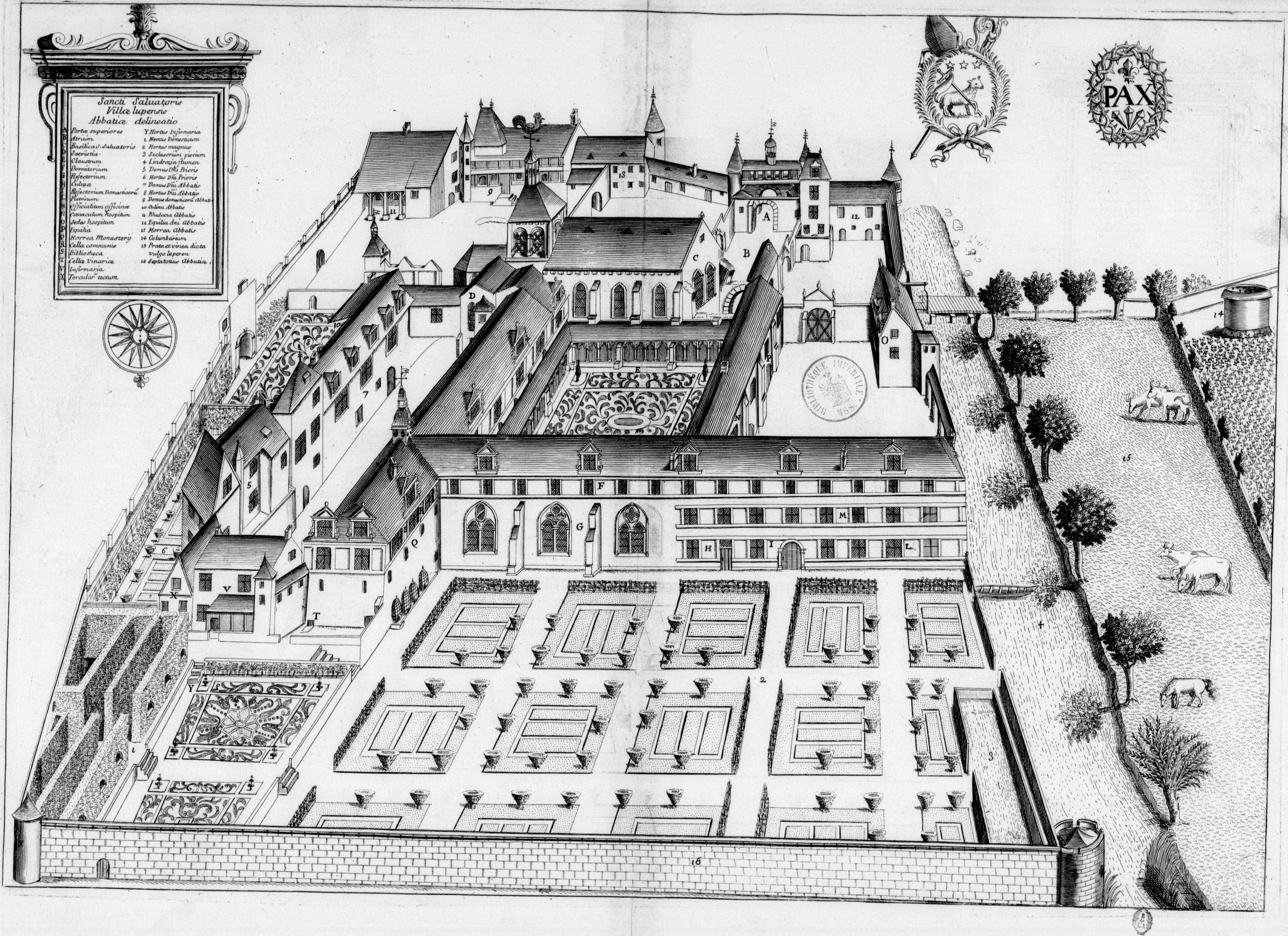
Plan de l'ancienne abbaye Saint-Sauveur de Villeloin au XVIIe siècle, Monasticon Gallicanum.

De remarquables travaux d'historiographie ont été réalisés par les membres de la congrégation de Saint-Maur, à l'exemple de François Pommeraye sur Saint-Ouen de Rouen, de Jean Huynes sur Saint-Florent de Saumur et sur le Mont-Saint-Michel, de Noël Mars sur Saint-Laumer de Blois, de Michel Félibien sur Saint-Denis, d'Edmond Martène sur Marmoutier et de Dom Jacques Bouillard sur Saint-Germain-des-Prés. Mais, loin de pouvoir réaliser ce même travail pour la totalité des abbayes et prieurés de l'ordre, il se trouva un homme, Dom Michel Germain, ami de Jean Mabillon, pour réaliser le Monasticon Gallicanum.
Il fait rédiger des notices particulières accompagnées de planches à partir de 1670 pour écrire une histoire générale des abbayes françaises de la Congrégation de Saint-Maur. Lorsqu'il meurt le 23 janvier 1694 (il était né à Péronne le 28 août 1645), la plupart des notices étaient rédigées et des planches étaient gravées. 
L'ouvrage projeté devait porter le titre Monasticon gallicanum, seu Historiae monasteriorum Ordinis sancti Benedicti in compendium redactae, cum tabulis topographicis centum et octoginta monasteriorum. Le Monasticon Gallicanum se composait de deux parties : un texte historique et des planches représentant les abbayes et prieurés de la congrégation de Saint-Maur. Dans l'inventaire des manuscrits latins de Saint-Germain-des-Prés se trouvant à la Bibliothèque nationale de France écrit par Léopold Delisle dans la Bibliothèque de l'École des Chartes, il cite quatre documents :
- ms. Latin 11818 et ms. Latin 11819, deux volumes de textes,
- ms. Latin 11820 et ms. Latin 11821, deux volumes de planches. Exemplaire aux armes de l'abbaye Saint-Victor de Paris, provenant de la Bibliothèque de l'Arsenal, contenant 138 planches. Ces planches ont fait l'objet d'une étude de Louis Courajod. Elles montrent la physionomie de ces lieux au XVIIe siècle. Beaucoup de ces abbayes ont disparu ou ont changé totalement d'aspect.
Ces notices, conservées à l'état de cahiers isolés et de feuilles volantes, servirent, dans le courant du XVIIIe siècle, à différents bénédictins qui n'eurent pas toujours soin de les remettre dans les portefeuilles auxquels elles appartenaient. Ce désordre eut pour effet de disperser les notices et d'en égarer un certain nombre.
Les planches du Monasticon Gallicanum ont subi le même sort. Un petit nombre d'épreuves en furent tirées, et les cuivres ont disparu sans laisser la moindre trace. Une dizaine de recueils ont été découverts et reliés par différents amateurs du XVIIe siècle et du XVIIIe siècle, en y mêlant presque toujours des estampes étrangères à cet ouvrage.
D'après Louis Courajod, une douzaine d'exemplaires de recueils de planches ont subsisté, tous présentant de légères différences dans leur composition :*
1. Bibliothèque nationale, mss. latins 11820-11821,
2. Bibliothèque nationale, Cabinet des estampes, exemplaire médiocre provenant de la bibliothèque de l'abbaye Sainte-Geneviève, contenant 155 planches,
3. Bibliothèque Mazarine. Exemplaire provenant de l'abbaye des Blancs-Manteaux de Paris et contenant 175 planches,
4. Bibliothèque du Sénat. Exemplaire contenant plusieurs planches additionnelles provenant de la collection de Charles-Gilbert Morel de Vindé,
5. Bibliothèque de l'École des Beaux-Arts. Exemplaire provenant de la vente de la collection du comte de Toustain, donné par Joseph-Michel Le Soufaché,
6. Bibliothèque de Reims. L'exemplaire provient de l'abbaye Saint-Nicaise de Reims. Il contient 158 planches dont 23 n'appartenant pas au Monasticon Gallicanum,
7. Un exemplaire provenant de l'abbaye Saint-Corneille de Compiègne. Il s'est trouvé à l'évêché de Beauvais, incomplet et mal conservé,
8. Collection de Monsieur Lesouëf, à Paris. Cet exemplaire a appartenu à Hippolyte Destailleur. L'exemplaire contient 150 planches du Monasticon Gallicanum sur 152, et une cinquantaine de planches additionnelles,
9. Un exemplaire se trouvant à la cathédrale d'York,
10. Exemplaire Rothschild 3096 contenant 183 planches non numérotées[5], avec une marque de provenance de Herman Vos (Herman Vossius, mort en 1741).

## La réédition par Peigné-Delacourt en 1870
Achille Peigné-Delacourt avait remarqué l'importance des dessins gravés pour l'ouvrage de Dom Germain et trouva utile d'en multiplier les copies pour les mettre à la disposition des antiquaires, des lettrés et des simples curieux.
Il publia en 1860 une reproduction des dessins relatifs aux monastères de la province de Reims. Il se promit alors de publier l'ensemble des planches gravées en enlevant soigneusement toutes les estampes étrangères que d'anciens amateurs avaient jointes à leurs exemplaires. C'est Louis Courajod, archiviste paléographe, attaché au département des estampes de la bibliothèque impériale qui détermina les pièces qui appartiennent réellement au Monasticon Gallicanum lors de sa première réédition en 1870. Peigné-Delacourt trouva le moyen de reproduire à la moitié de la taille les planches tout en leur gardant une rigueur absolue et une netteté des moindres détails des dessins originaux.